# Morbecque
Morbecque é uma comuna francesa na região administrativa de Altos da França, no departamento do Norte. Estende-se por uma área de 44.34 km². Em 2010 a comuna tinha 2 560 habitantes (densidade: 57,7 hab./km²).